# Amot Atrium Tower
Amot Atrium Tower (in ebraico מגדל אמות אטריום) è una torre utilizzata per ospitare uffici situata a Ramat Gan, in Israele. È una torre di 40 piani alta 158 metri. La costruzione della torre è stata completata alla fine del 2015.
La torre è stata progettata dalla Moshe Tzur Architects. La superficie totale coperta dall'edificio è di 74.000 metri quadrati, e comprende 8 piani di parcheggio sotterraneo a 30 metri di profondità.
All'inizio del 2015 la torre raggiunse la sua massima altezza e alla fine dell'anno la sua costruzione fu completata.
L'interno è caratterizzato dalla presenza di una scala scultorea circolare realizzata con legno tulipwood americano.
Amot Atrium Tower è certificata LEED Platinum, il primo grattacielo israeliano a ottenere tale riconoscimento. È il sedicesimo edificio più alto d'Israele e il terzo più alto di Ramat Gan. È stato nominato agli CTBUH Awards come "Best Tall Building Middle East & Africa".